# Johann Michael van Selow

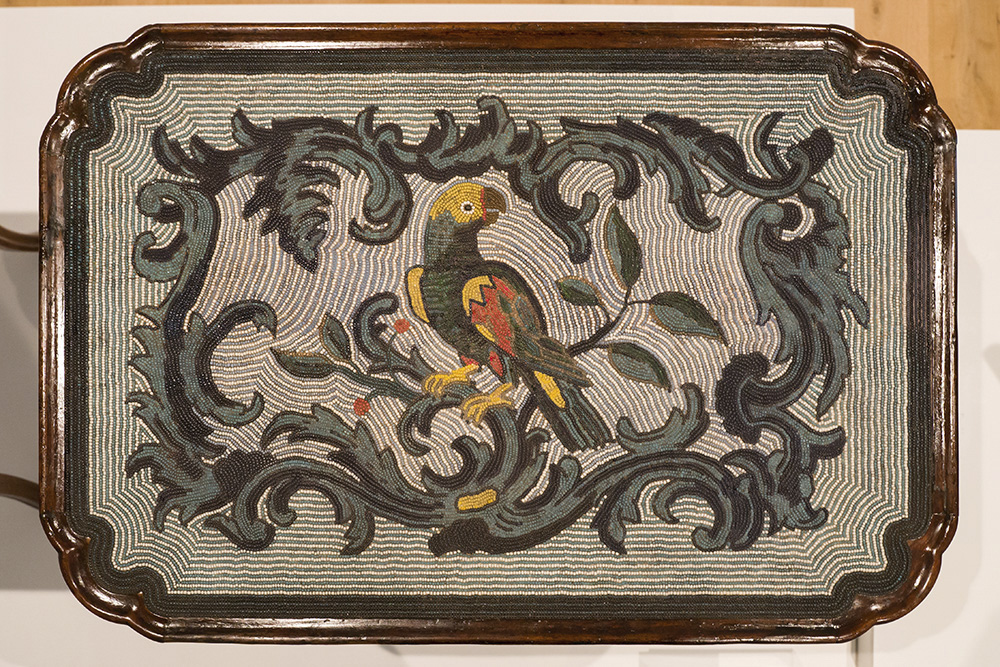
Tischplatte mit Papageienmotiv aus der Corallenfabrik van Selow

Johann Michael van Selow (* evtl. 1704 oder 1705; † im 18. Jh., genaue Lebensdaten unbekannt) war ein Kunsthandwerker und Fabrikant, der zwischen 1755 und 1767 in Braunschweig nachweisbar ist. Van Selow gründete und leitete dort eine „Corallenfabrik“, eine Manufaktur, die Luxusgüter, wie aufwendig mit (Buntglas-)Perlen verzierte Tier-Skulpturen, aber auch mit ebensolchen Mosaiken belegte Alltagsgegenstände und Kleinmöbel wie Platten für (Beistell-)Tische und Tabletts produzierte.

## Leben und Werk

### Identität
Eventuell war Johann Michael van Selow Niederländer und stammte aus Amsterdam, da sein Name in einigen zeitgenössischen Dokumenten der Stadt zu finden ist – so 1764 in dem Brief eines Ant[h]on Wagener, der sich als Gläubiger van Selows an den Welfenherzog Karl I. von Braunschweig-Wolfenbüttel wandte. Auch hatte van Selow selbst dem Herzog gegenüber geäußert, er wolle wieder nach Amsterdam zurückkehren, was nach Rauch nahe lege, dass er zuvor dort gelebt habe.
Tatsächlich gab es im 18. Jahrhundert eine Familie dieses Namens in Amsterdam. Am 22. Oktober 1739 heiratete dort der 34-jährige Johan Mighael (sic!) van Selow die 22-jährige Anna Berijder. Demnach wäre 1705 [oder 1704] das Geburtsjahr van Selows. In der Heiratsurkunde wird er allerdings als aus dem baltischen Libau im Herzogtum Kurland und Semgallen (heute Lettland) stammend, erwähnt. 1741 war das Ehepaar bei einer Taufe anwesend. 1742 waren beide erneut bei einer Taufe anwesend, diesmal der des Sohnes seines Bruders, Rutger van Selow. 1743 schließlich war die Taufe ihres ersten Sohnes, Johannes Lucas. Dass van Selow in der Urkunde als aus Libau stammend erwähnt wurde, bedeute nach Rauch nicht automatisch, dass er auch dort geboren wurde, sondern Libau könne zum Zeitpunkt der Eheschließung sein aktueller bzw. letzter Aufenthaltsort gewesen sein. Was, nach Rauch, die Vermutung nahe lege, dass es sich um ein und dieselbe Person handele.
Nach Rauch spreche für die Identität ein und denselben Johan[n] Michael van Selow in Libau/Amsterdam und Braunschweig, neben der Seltenheit des Namens, vor allem die Tatsache, dass zeitgleich zu dessen Aufenthalt in Braunschweig auch der eines Johannes Lucas van Selow in der Stadt belegt sei. Letzterer war 1766 Taufpate eines Kindes eines für Johann Michael van Selow tätigen Manufakturarbeiters. Beide van Selows (in Amsterdam und Braunschweig) waren zudem Mitglieder der evangelisch-lutherischen Kirche.
Die beiden Brüder Johann Michael und Rutger hatten am 7. Oktober 1732 in Amsterdam ein Handelsunternehmen gegründet. Johann Michael war in jenem Jahr 27 Jahre alt (er wurde also ca. 1705 geboren, was zu dem von Rauch vermuteten Geburtsjahr Johann Michaels passen würde). Als Kaufmann unterhielt Rutger van Selow enge Beziehungen ins Baltikum. So sandte er regelmäßig Schiffe nach Libau. Am 3. Juli 1747 wurde Johan Michael van Selon (sic!) in Amsterdam zum letzten Mal in Verbindung mit den gemeinschaftlichen Unternehmen erwähnt.

### Tätigkeit in Braunschweig

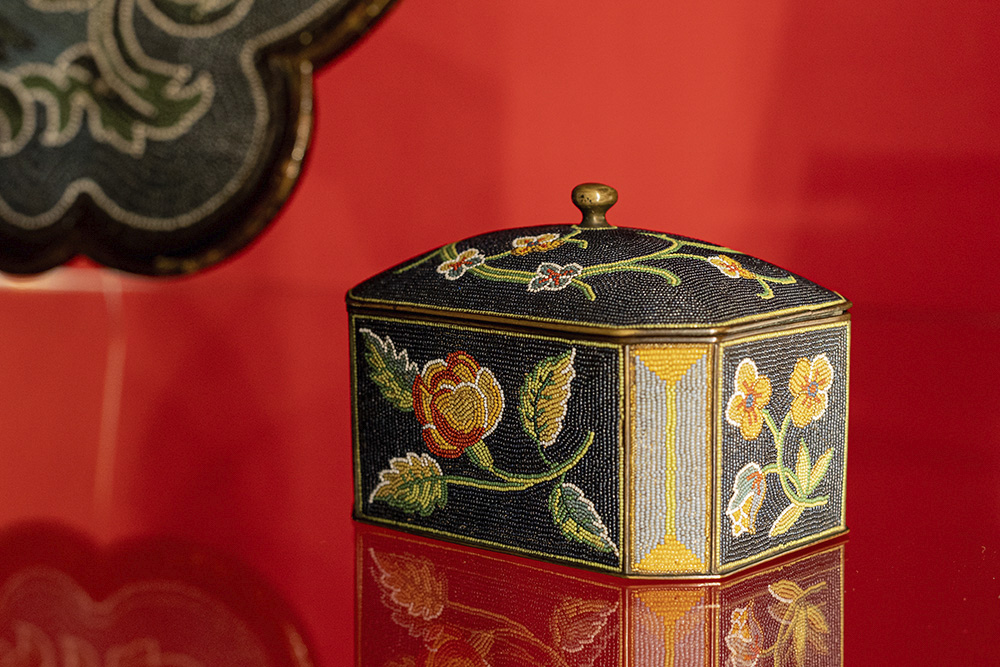
Deckeldose mit Blumenmotiv aus der Corallenfabrik van Selow

Karl I. von Braunschweig-Wolfenbüttel hatte seinen Hof 1753/54 vom nahen Wolfenbüttel nach Braunschweig verlegt, wodurch Braunschweig wieder Residenzstadt geworden war. In diesem Zusammenhang unternahm der Herzog umfangreiche und vielfältige Maßnahmen zur Förderung der Wirtschaft seines Herzogtums. Darunter fiel auch die Förderung sich neu in der Residenz und im Herzogtum ansiedelnder Manufakturen und früher Fabriken, aber auch einzelner Handwerker. So fallen in diese Zeit unter anderem die Gründungen der Porzellanmanufaktur Fürstenberg (1747), der Stobwasserschen Lackwarenmanufaktur (1763), die Eröffnungen mehrerer Manufakturen, die Braunschweiger Fayencen produzierten, aber auch die Förderung einzelner Handwerker, wie dem Instrumentenbauer Barthold Fritze.
So kam auch Johann Michael van Selow wohl 1755 aus den Niederlanden nach Braunschweig und gründete dort seine „Corallenfabric“. Im „Verzeichnis derer im Jahre 1755 in der Stadt Braunschweig sich befindenden Künstler und Handwerker“ ist er als „Muschelarbeiter“ aufgeführt. Nach damaligem Sprachgebrauch in der Stadt verstand man unter „Coralle“ oder „Corallenwaren“ Gegenstände, die u. a. aus oder mit Perlen bzw. Glasperlen verziert waren. In der Ausgabe der Braunschweigischen Anzeigen vom 4. Februar 1756 pries van Selow anlässlich der gerade stattfindenden Braunschweiger Wintermesse zum ersten Mal die Erzeugnisse seiner Manufaktur an.
Zu den Wirtschaftsförderungsmaßnahmen des Herzogs gehörten Vergünstigungen für die neuen Betriebe. So erhielt van Selow u. a. mehrfach finanzielle Unterstützung. 1758/59 durfte er z. B. eine „Corallenwaren-Lotterie“ abhalten, um seine Waren bekannter zu machen und um Finanzmittel für sein Unternehmen zu generieren.
Van Selow leitete seine Manufaktur nicht nur, er war auch für die Entwürfe und die Ausführung der dort hergestellten Erzeugnisse verantwortlich. Die in seiner Werkstatt entstandenen Perlentische werden heute auch als „Selow-Tische“ bezeichnet und sind eine Braunschweiger Spielart des Rokoko.

### Ende der van Selowschen Manufaktur
Ab spätestens 1764 gerieten van Selow und seine Manufaktur jedoch in finanzielle Schwierigkeiten. Er schien bereits zu diesem Zeitpunkt den Plan gehabt zu haben, Braunschweig wieder zu verlassen. 1766 folgten Streitigkeiten mit der örtlichen Gilde der Tischler, da er Tischlerarbeiten für seine Manufaktur nur von einem einzigen Tischler ausführen ließ, der zudem Freimeister war, also nicht der ortsansässigen Gilde angehörte. Dieser Freimeister war Thiele Heinrich Eggeling, ein Invalide des Siebenjährigen Krieges, der 1758 vom Herzog eine Konzession als Freimeister erhalten hatte, um seinen Lebensunterhalt verdienen zu können. Nachdem sich van Selows wirtschaftliche Lage kontinuierlich verschlechtert hatte, verkaufte er schließlich seine „Corallenfabric“ im Sommer 1767 an Eggeling. Dieser wiederum scheint das Unternehmen noch bis 1772 oder 1773 weiter betrieben zu haben, schließlich aber ebenfalls wirtschaftlich gescheitert zu sein. Später datierte Aufzeichnungen konnten bisher nicht gefunden werden. Es wird vermutet, dass van Selow Braunschweig 1767 nach dem Verkauf der Manufaktur verließ, denn danach verliert sich seine Spur. Auch existieren keine Hinweise darauf, dass nach dem vermuteten Wegzug van Selows (und der endgültigen Schließung der Manufaktur um 1772) an einem anderen Ort eine ähnliche Manufaktur oder ein ähnliches kunsthandwerkliches Verfahren zur Produktion bzw. Verarbeitung von Perlmosaiken fortgesetzt oder neu begründet wurde.
Viele Objekte aus der van Selowschen Manufaktur, insbesondere Tische befinden sich noch in Privatbesitz, andere, darunter Kleinutensilien und Tier-Plastiken sind zu Sammlerobjekten geworden oder befinden sich in Museen, so im Städtischen Museum Braunschweig, im Herzog Anton Ulrich-Museum oder im Bomann-Museum in Celle. Im internationalen Kunsthandel und auf Auktionen (z. B. bei Christie’s und Sotheby’s) werden immer wieder Stücke aus der van-Selowschen Manufaktur angeboten.

## Ausstellungen
Vom 10. Juli bis 6. November 2022 fand im Roentgen-Museum Neuwied die Ausstellung Exotischer Farbenglanz. Braunschweiger Perlentische und andere Corallenwaaren (sic!) statt.
Das Museum Schloss Wolfenbüttel zeigt vom 26. Mai bis 3. Oktober 2023 in einer Sonderausstellung Coralle, Perle, Papagei – Braunschweiger Perlentische und Corallenwaren aus der Corallenfabrik von Johann Michael van Selow.